# Ковтун Андрій Миколайович
Андрій Миколайович Ковтун (рос. Андрей Николаевич Ковтун; 29 липня 1996, Смідович, Росія — 10 серпня 2022, Спірне, Україна) — російський офіцер, старший лейтенант ЗС РФ. Герой Російської Федерації.

## Біографія
Син чиновників уряду ЄАО. У 2002—09 роках навчався в Смідовицькій середній загальноосвітній школі №3, у 2009—13 роках — в Біробіджанській школі №11, в 2013—17 роках — в Далекосхідному вищому загальновійськовому командному училищі. Після закінчення училища направлений в Центральний військовий округ. У 2020 році призначений в 40-й інженерно-саперний полк 41-ї загальновійськової армії. З 24 лютого 2022 року брав участь у вторгненні в Україну, командир інженерно-позиційної роти інженерно-технічного батальйону свого полку. Учасник боїв в Чернігівській і Донецькій областях, був поранений. Після одужання призначений командиром 7-ї мотострілецької роти 74-ї окремої мотострілецької бригади. На початку серпня повернувся в Україну. Загинув у бою. 19 серпня був похований на міському цвинтарі Біробіджана.

## Нагороди
- Орден Мужності
- Медаль «За відвагу» (2022, посмертно)
- Звання «Герой Російської Федерації» (14 грудня 2022, посмертно) — «за мужність і героїзм, проявлені під час виконання військового обов'язку.» 2 лютого 2023 року медаль «Золота зірка» була передана рідним Ковтуна губернатором Єврейської автономної області Ростиславом Гольдштейном і начальником управління залізничних військ Східного військового округу генерал-майором Козловим.